# Declieuxia
Declieuxia es un género con 81 especies de plantas con flores perteneciente a la familia Rubiaceae. Se encuentra desde México a Bolivia, Brasil.

## Descripción
Son hierbas y sufrútices perennes, los tallos anuales desde raíces leñosas, terrestres, inermes, las flores bisexuales. Hojas opuestas o verticiladas, isofilas, enteras, sin domacios; nervadura no lineolada; estípulas interpeciolares, triangulares a subuladas, erguidas, persistentes, aparentemente valvares. Inflorescencias terminales, cimosas a paniculadas, multifloras, pedunculadas, las brácteas reducidas. Flores sésiles o subsésiles, distilas; limbo calicino 4-lobado, sin calicofilos; corola infundibuliforme, blanca a morada, los lobos 4, valvares, sin apéndices; estambres 4, anteras dorsifijas, incluidas o exertas; estigmas 2, lineares; ovario 2-locular, los óvulos 1 por lóculo, basal. Frutos en drupas, dídimas con los lobos orbiculares y lateralmente comprimidos, moradas a negras, secas; pirenos 2, 1-loculares; semillas suborbiculares.

## Taxonomía
El género fue descrito por Carl Sigismund Kunth y publicado en Nova Genera et Species Plantarum (quarto ed.) 3: 352. 1818[1819]. La especie tipo es: Declieuxia chiococcoides Kunth. 

## Especies seleccionadas
- Declieuxia alba Zucc.
- Declieuxia alfredi Ernst
- Declieuxia amplexicaulis K.Schum.[6]